# Oberflächenenergie
Die Oberflächenenergie {\displaystyle \gamma } ist ein Maß für die Energie, die zum Aufbrechen der zwischenmolekularen Bindungen notwendig ist, wenn eine neue Oberfläche einer Flüssigkeit oder eines Festkörpers erzeugt wird. Sie ist definiert als die Energie {\displaystyle E}, die zum Erzeugen der Oberfläche je Flächeneinheit {\displaystyle A} aufgewendet werden muss:
{\displaystyle \gamma ={\frac {E}{A}}.}
Die SI-Einheit der Oberflächenenergie ist J/m².
Obwohl meist der Begriff „Oberflächenenergie“ verwendet wird, muss (außer beim absoluten Nullpunkt) eigentlich die freie Energie der Oberfläche betrachtet werden. Der Unterschied ist jedoch oft gering und kann dann vernachlässigt werden.
Die Oberflächenenergie ist immer positiv
{\displaystyle \gamma >0,}
weil Energie benötigt wird, um Bindungen aufzubrechen. Da der thermodynamisch stabile Zustand eines Systems derjenige mit der geringsten (freien) Energie ist, hat jedes System ein Bestreben, Oberflächen hoher Oberflächenenergie zu vermeiden oder zu minimieren. Daraus folgt beispielsweise, dass Materialien hoher Oberflächenenergie leicht durch Materialien geringer Oberflächenenergie bedeckt werden (Benetzung), aber nicht umgekehrt. Als grobe Regel kann gelten, dass Materialien mit starken Bindungen (diese haben meist einen hohen Schmelz- und einen hohen Siedepunkt) höhere Oberflächenenergien haben als schwächer gebundene Materialien. Außerdem spielt die Polarität eine wichtige Rolle: Polare Materialien haben eine höhere Oberflächenenergie als unpolare Materialien. Dies hat zur Folge, dass Kunststoffe schwer zu bedrucken, zu benetzen oder zu verkleben sind.

## Messung
| Oberfläche (Miller-Indizes) | {\displaystyle \gamma } in J/m2 |
| Metalle                     | Metalle                         |
| --------------------------- | ------------------------------- |
| Pb (111)                    | 0,32                            |
| Al (111)                    | 1,2                             |
| Cu (111)                    | 2,0                             |
| Fe (110)                    | 2,4                             |
| W (110)                     | 4,0                             |
| Halbleiter                  |                                 |
| Ge (111)                    | 1,01                            |
| Ge (100)                    | 1,00                            |
| Si (111)                    | 1,36                            |
| Si (100)                    | 1,41                            |

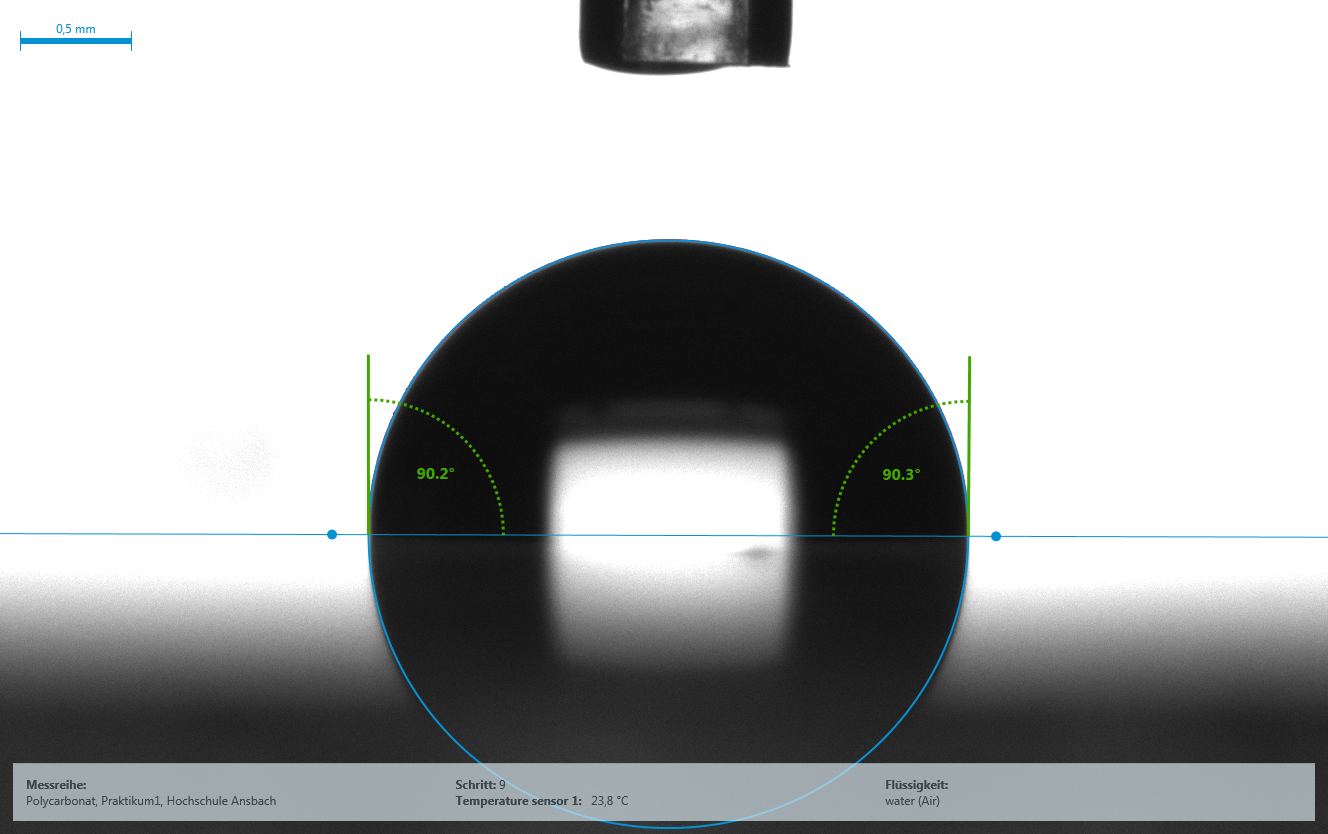

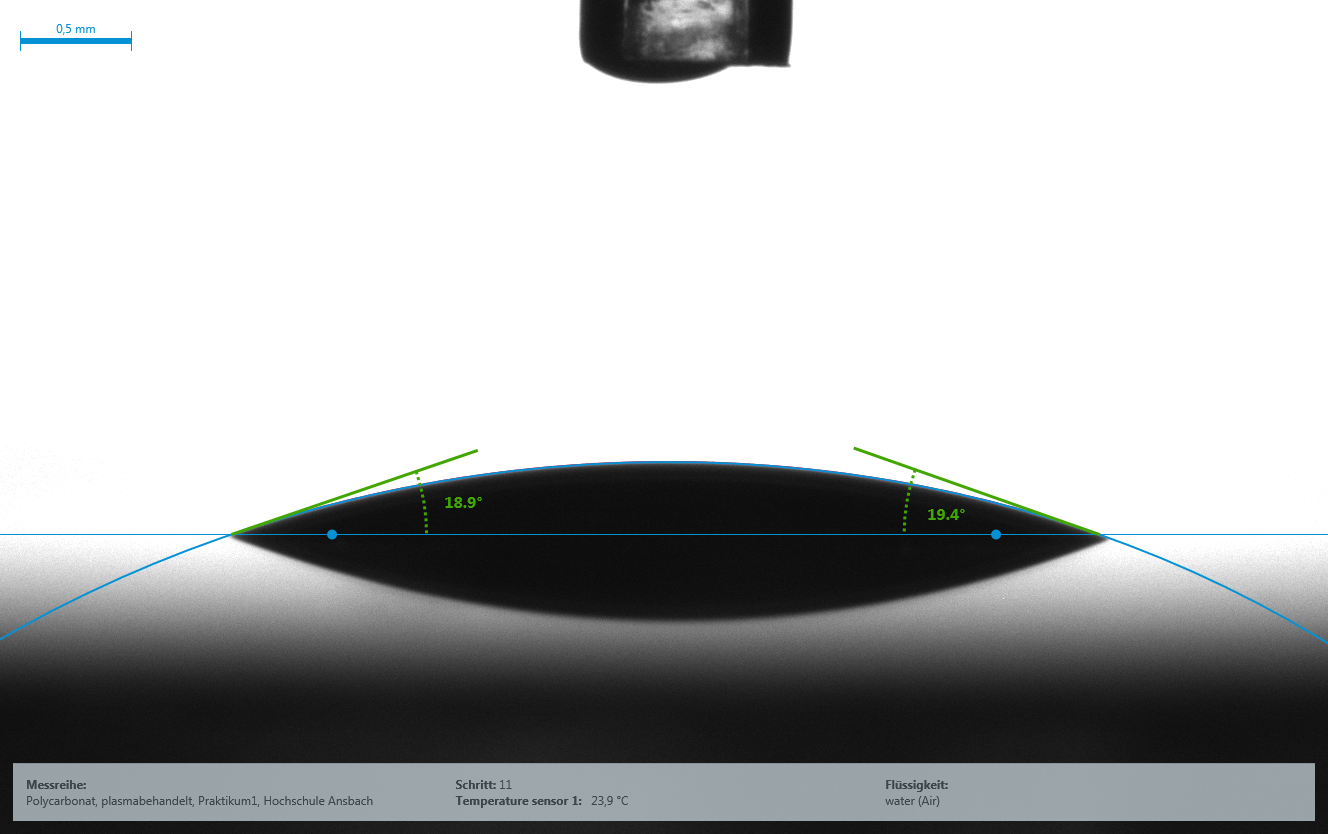
Kontaktwinkelmessung mit einem Wassertropfen auf Polycarbonat mit verschiedener Oberflächenbehandlung.

Bei Flüssigkeiten ist die Oberflächenenergie über die Oberflächenspannung der Messung leicht zugänglich.
Hingegen kann die Oberflächenenergie von Festkörpern kaum direkt gemessen werden, weil es nicht möglich ist, eine neue Oberfläche zu schaffen, ohne dass auch Energie für andere Prozesse aufgewendet wird (z. B. Verformung des Körpers). Daher wird oft argumentiert, dass die derzeit genauesten Werte für die Oberflächenenergie diejenigen aus quantenmechanischen Rechnungen (mit Hilfe der Dichtefunktionaltheorie) sind. Aber auch diese Werte können teilweise noch Fehler von ca. 20 % haben.
Bei Festkörpern ist die Oberflächenenergie von der Orientierung der Oberfläche abhängig:
- bei Metallen haben diejenigen Richtungen die niedrigste Oberflächenenergie, bei denen die Atome möglichst dicht in einer Ebene liegen und daher viele Bindungen zu anderen Atomen in der Oberfläche und darunter haben, sodass nur wenige Bindungspartner fehlen. Dies sind:
  - im kubisch flächenzentrierten Gitter die Oberfläche mit den Miller-Indizes (111)
  - bei kubisch raumzentrierten Metallen die (110)-Fläche
  - im hexagonalen Gitter die (0001)-Ebene.

Daher treten diese Oberflächen im thermodynamischen Gleichgewicht bevorzugt auf (Wulff-Konstruktion).
- Bei kovalent gebundenen Festkörpern wie Halbleitern treten oft sogenannte Oberflächenrekonstruktionen auf, um die Oberflächenenergie zu verringern.

Zur indirekten Messung der Oberflächenenergie von Festkörpern wird der Kontaktwinkel bestimmt, der zwischen dem Festkörper und einer oder mehreren Flüssigkeiten mit bekannter Oberflächenspannung an der Phasengrenze ausgebildet wird. Die Youngsche Gleichung beschreibt dabei die Beziehung zwischen dem Kontaktwinkel, der Oberflächenspannung der Flüssigkeit, der Grenzflächenspannung zwischen beiden Phasen und der Oberflächenenergie des Festkörpers. Verschiedene Modelle zur Berechnung der Oberflächenenergie aus Kontaktwinkeldaten unterscheiden sich in der Beschreibung der Wechselwirkungen, die für die jeweiligen Spannungskomponenten an den Phasengrenzen verantwortlich sind.
Eine beliebte Methode Oberflächenenergien zu messen sind sogenannte Testtinten, diese können als schnelles Verfahren zur Abschätzung von Oberflächenenergien herangezogen werden. Testtinten gibt es für einen weiten Wertebereich (ca. 18 bis 76 mN/m) von unterschiedlichen Herstellern. Nach dem Auftragen der jeweiligen Testtinte wird beobachtet, ob sich diese binnen weniger Sekunden auf der Oberfläche zusammenzieht. Ist dies der Fall, so ist der Wert der Oberflächenenergie des Substrats niedriger als der nominelle Wert der Testtinte. In diesem Fall würde man zu einer Testtinte mit niedrigerem Wert greifen und den Versuch wiederholen bis sich die Testtinte nicht mehr innerhalb der ersten Sekunden nach Auftragen zusammenzieht, also die Oberfläche ideal benetzt. Dann stimmen Oberflächenenergie des Substrats und der Testtinte überein.

## Oberflächenenergie erhöhen
Bei Substraten, die eine geringe Oberflächenenergie haben, kann es bei Folgeprozessen zu schlechter Benetzung von beispielsweise Klebstoffen oder Lacken kommen. Hierdurch ist die Haftung der Klebstoffe bzw. Lacke sehr gering, so dass die Qualität darunter leidet. Durch die Erhöhung der Oberflächenenergie des Substratmaterials, wie z. B. Kunststoff, Metall, Glas, Keramik oder Textil, kann die Benetzung verbessert und somit die Qualität der Folgebehandlung erhöht werden. Werden die Substrate mit Plasmatechnologie, beispielsweise Atmosphärendruckplasma, vorbehandelt, kann im ersten Schritt die Oberflächenenergie erhöht werden, was im zweiten Schritt dazu führt, dass die Haftung stark verbessert wird.